# Berchemia racemosa
Berchemia racemosa är en brakvedsväxtart som beskrevs av Sieb. och Zucc.. Berchemia racemosa ingår i släktet Berchemia och familjen brakvedsväxter. Inga underarter finns listade i Catalogue of Life.

## Bildgalleri

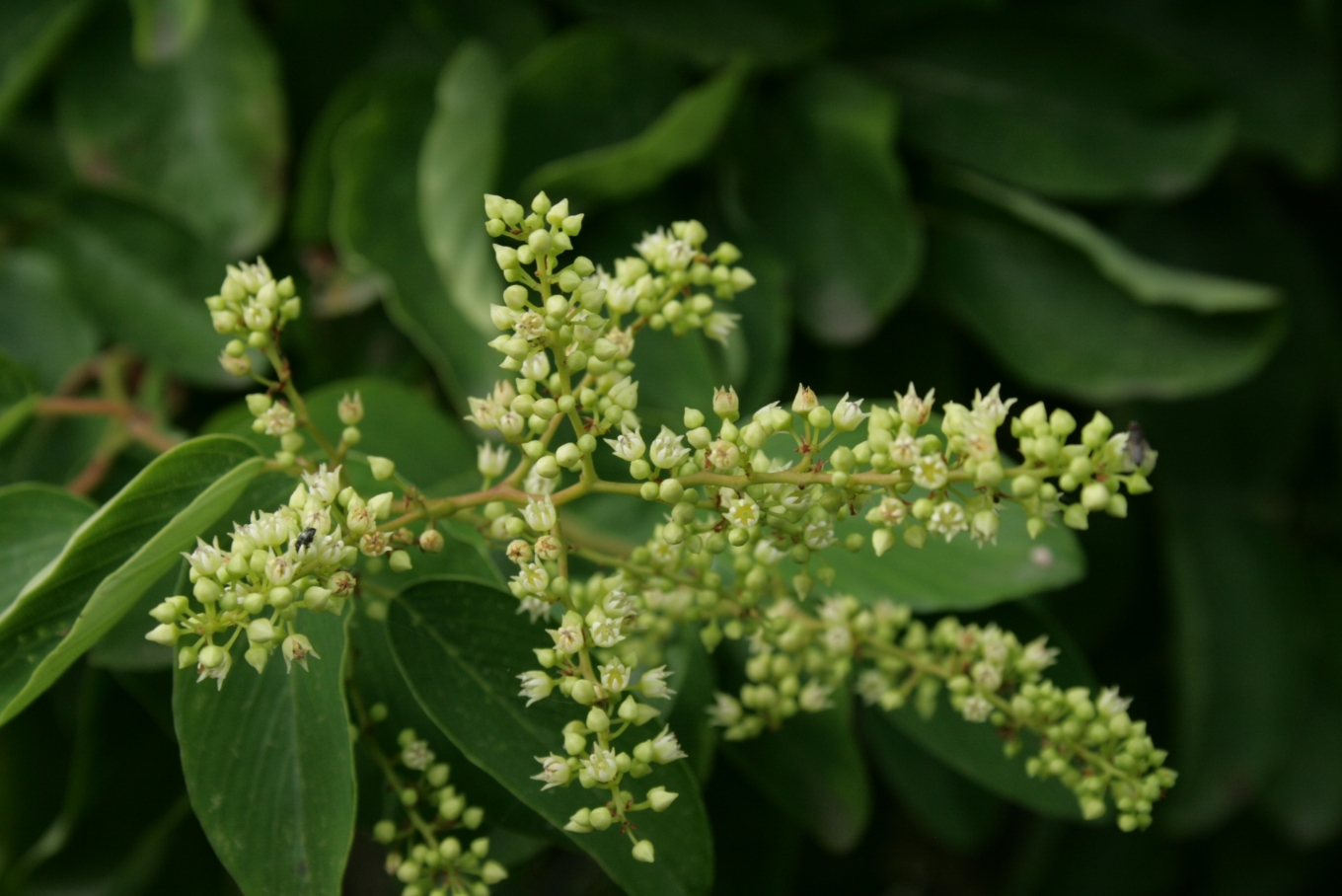
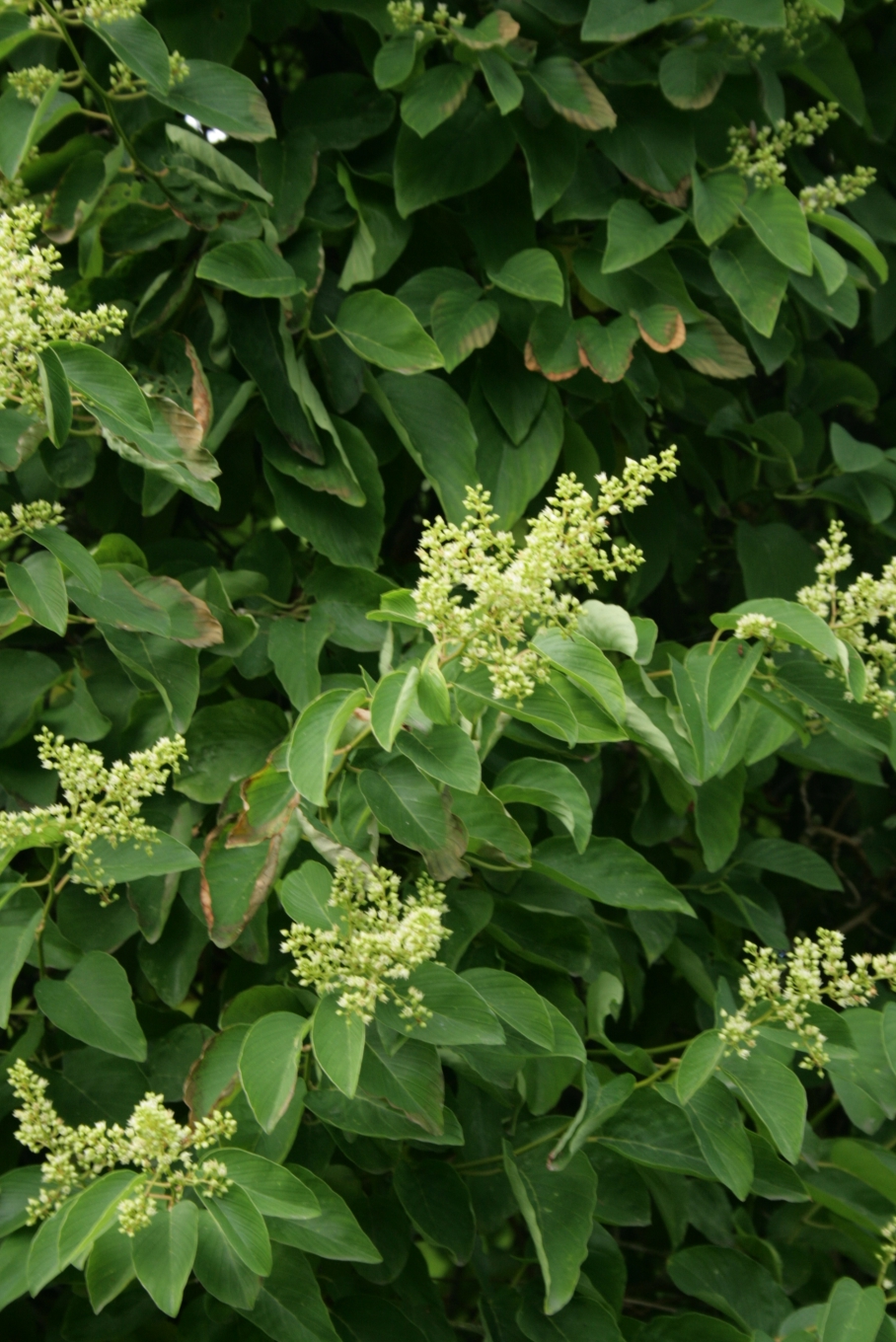